# Fiat Punto (type 199)
Fiat Punto er en minibil produceret af Fiat Automobiles. Denne artikel omhandler den tredje modelgeneration, som har den interne betegnelse 199, og kom på markedet i 2005.

## Grande Punto (2005−2009)
I sensommeren 2005 kom Grande Punto på markedet, i første omgang med tre døre. Femdørsudgaven fulgte i marts 2006.
Den tredje modelgeneration er ca. 20 cm længere og ca. 2 cm bredere end forgængeren (derfor tilnavnet "Grande"). Også forarbejdningskvaliteten havde taget et stort fremskridt. Med fem stjerner i Euro NCAP's kollisionstest er bilen blandt de sikreste i sin klasse.
Grande Punto var i første kvartal af 2006 den mest solgte bil i Vesteuropa, et mål som i ca. 10 år aldrig var opnået af en italiensk bil. Grande Puntos succes var vigtig for Fiat-koncernens finansielle udvikling.
En søstermodel til Grande Punto kom på det kinesiske marked i 2012 under navnet Fiat C-Medium og fremstilles af GAC Fiat Automobiles Co., Ltd. i Changsha.

### Udstyrsvarianter
Bilen findes i syv udstyrsvariater: Go, Active, Dynamic, Linea Sportiva Speed, Linea Sportive Racing, Linea Sportiva Sport og Emotion:
- Active: El-ruder foran og fører- og passagerairbag.
- Dynamic: Som Active samt sideairbags foran, asymmetrisk delt bagsæde, højdejusterbart førersæde, fjernbetjent centrallåsesystem og manuelt klimaanlæg.
- Emotion: Som Dynamic samt gardinairbags for og bag, ESP med bremseassistent og bjergigangsætningsassistent ("hill holder"), tågeforlygter, tozonet klimaautomatik, Blaupunkt RDS-bilradio med cd-afspiller og seks højttalere samt radiobetjeningselementer på rattet.
- Sport: Som Emotion (undtagen tozonet klimaautomatik) samt hækspoiler, fire siddepladser (tredørs)/fem siddepladser (femdørs) i sportsligt design, hækspoiler, sportsundervogn samt bilradio med cd- og mp3-afspiller og seks højttalere.

I Østrig findes derudover udstyrsvarianten Gran Luce, som er udstyret med panoramaglastag og klimaautomatik, samt den sportsligt orienterede Linea Sportiva med bl.a. sportsundervogn og alufælge.
Mod merpris kan Grande Punto udstyres med flere forskellige typer af ekstraudstyr, som f.eks. det i samarbejde med Microsoft udviklede "Blue + Me" håndfri samtaleanlæg, en komfortpakke med midterarmlæn og elektrisk lændehvirvelstøtte, det i samarbejde med et amerikansk firma udviklede Interscope HiFi-system udviklet i samarbejde med et amerikansk firma, tonede sideruder, tozonet klimaanlæg og meget mere. Alle dieselmotorer fås mod merpris med partikelfilter.
Opel Corsa D og Grande Punto deler ZFA199-platformen, som er blevet udviklet i et joint venture mellem Fiat og Opel, hvorved ca. 30% af de to bilers dele og tekniske komponenter er identiske.
I maj 2008 blev modelprogrammet udvidet med Abarth Grande Punto med 1,4-liters T-Jet-motor med 114 kW (155 hk) hhv. 132 kW (180 hk) i Supersport-udgaven. Til modellen med 114 kW (155 hk) fås også et Performance Kit "esseesse", som øger motorens effekt til 132 kW (180 hk). Disse Abarth-modeller skulle med sit meget sportslige udseende og andet udstyr hovedsageligt konkurrere med Volkswagen Polo GTI og Volkswagen Polo GTI Cup Edition.
Fiat har med Grande Punto S2000 Abarth også fra fabrikken produceret en bil til brug i Intercontinental Rally Challenge, som man i 2006 vandt med Giandomenico Basso bag rattet.
- Grande Punto tredørs bagfra
- Fiat Grande Punto femdørs
(2006–2009)
- Fiat Grande Punto Abarth
(2008–2010)

## Punto (Evo) (2009−2012)
Den 24. oktober 2009 kom Punto Evo som såvel tre- og femdørs ud til forhandlerne. Den nye model fik udover flere optiske modifikationer også de nye MultiAir-motorer, som kunne bestilles fra januar 2010. I midten af 2010 fulgte en Abarth-udgave med nu 120 kW (163 hk). I starten af 2011 blev bilen igen omdøbt til blot Punto.
Drivlinie og udstyr var lidt anderledes end i forgængeren Grande Punto. Dertil hørte udover de nye MultiAir-motorer også sikkerhedsudstyret med nu syv airbags og ESP med bjergigangsætningsassistent som standardudstyr på samtlige versioner.

### Sikkerhed
Med 5 stjerner i Euro NCAP's kollisionstest hører bilen til blandt de sikreste i sin klasse. Seks airbags er standardudstyr fra Dynamic-modellen og opefter. Samtlige versioner er udstyret med fører- og passagerairbag, to gardinairbags samt to sideairbags foran, som ekstraudstyr kan modellen fås med knæairbag til føreren. Derudover er Punto Evo udstyret med ABS med elektronisk bremsekraftfordeling (EBD), elektronisk stabilitetsprogram (ESP) med antispinregulering (ASR) samt bjergigangsætningsassistent.

### Miljøbeskyttelse
På Punto Evo-modellerne med MultiAir-benzinmotorerne er CO2-udslip og skadestofemissioner reduceret i forhold til de almindelige benzinmotorer. MultiAir-benzinmotorerne opfylder Euro5-normen.

### Start/stop-automatik
Alle turbodieselmotorer samt Euro5-benzinmotorer er som standard udstyret med start/stop-system. Dette system afbryder automatisk motoren, når omdrejningstallet sænkes til tomgang og koblingspedalen slippes og starter den automatisk igen, når koblingspedalen trædes ned og der kobles ind.

### Eco:DriveTM
Brugsprogrammet Eco:DriveTM leverer informationer om kørestilen og laver forslag om, hvordan man i den aktuelle køresituation kan køre mest miljøvenligt og samtidig reducere brændstofforbruget gennem optimeret gearskift, acceleration og nedbremsning. Dette system kunne allerede fås til forgængeren.

### Karrosseridesign
I forhold til Grande Punto er karrosseriet på Punto Evo modificeret af designerne fra Centro Stile Fiat i området omkring kunststofdelene. Iøjnefaldende kendetegn er den påfaldende modificerede front, som er udstyret med karakteristiske forlygter med integreret dagkørelys, og det markante bagendedesign. De modificerede kofangere yder ekstra sikkerhed i trafikken. Pyntelisterne på siderne af bilen udviser den dynamiske linjeføring. Bagpå er Punto Evo udstyret med baglygter i L-formet design.

### Kabineudstyr
Ligesom karrosseriet er også kabinen i Fiat Punto Evo komplet nydesignet. Midterkonsollen er opdelt i to dele: Den øverste del indeholder radiomodulet inklusive det centrerede LCD-display, ventilationsdyser og opbevaringsrum, mens den nederste del indeholder betjeningselementerne til ventilations- og klimaanlægget. Som ekstraudstyr kan Punto Evo bestilles med det nyudviklede Blue&Me TomTom, hvor satellitnavigation, håndfrit samtaleanlæg og entertainmentfunktioner er samlet i én enhed. En nyhed er den for første gang i en Fiat-bil monterede ambientebelysning, hvor midterkonsollen belyses af et indirekte lys.
- Bagfra
- Fiat Punto Evo femdørs
(2009–2011)
- Fiat Punto Evo Abarth
(2010−)

Punto Evo findes i fire forskellige udstyrsvarianter:
- Active: Fire airbags, ABS, elektronisk bremsekraftfordeling (EBD), elektronisk stabilitetsprogram (ESP) med antispinregulering (ASR) og bjergigangsætningsassistent (Hill Holder), elektrisk servostyring Dualdrive, varmedæmpende vinduesglas, højde- og længdejusterbart rat, højdejusterbart førersæde, el-justerbare sidespejle, el-ruder foran, centrallåsesystem samt dagkørelys
- Dynamic: Som Active samt seks airbags, manuelt klimaanlæg, bagsæde delt i forholdet 60:40, RDS-bilradio med cd- og mp3-afspiller, fjernbetjent centrallåsesystem samt i bilens farve lakerede sidespejle og dørhåndtag
- Racing: Som Dynamic samt tågeforlygter med integreret kurvelysfunktion, læderrat, Infotainmentsystem Blue&Me, opvarmelige sidespejle, 16" alufælge, tonede sideruder bagi, forkromede indstigningslister og mørkere forlygteglas
- Sport: Som Racing samt ambintebelysning i kabinen, 17" alufælge, tagspoiler lakeret i bilens farve og forkromede sidespejlshuse[5]

Priserne er i forhold til forgængeren steget, da forskellige udstyrsdele som følge af det principielle udstyr med ESP er bortfaldet og nu er merprispligtige. Priserne på ekstraudstyr er også øget, så f.eks. merprisen for specialfarver nu er højere.

## Punto (2012−2018)
I starten af 2012 fik Punto et mindre facelift, hvor kromlisten på fronten bortfaldt og bilen igen blot hedder Punto. Ud over en ny turbobenzinmotor med 84 hk tilbydes en lige så stærk dieselmotor, hvis brændstofforbrug er opgivet til 3,5 liter pr. 100 km.
Siden faceliftet og omdøbningen findes modellen kun i tre forskellige udstyrsvarianter: Pop, Easy og Sport.
- Fiat Punto femdørs (2012−2018)
- Bagfra

I foråret 2014 bekendtgjorde Fiat, at de i løbet af 2015 ville indstille produktionen af Punto. Nyere kilder siger dog, at Punto på trods af faldende salgstal ikke vil blive taget af modelprogrammet før slutningen af 2016.
I juni 2015 blev benzin- og naturgasmotorerne modificeret, så de opfylder Euro6-normen. Samtidig udgik den sidste dieselmotor. Punto findes nu kun i to udstyrsvarianter, Mystyle og Lounge. Punto Mystyle er den nye indstigningsmodel, og findes kun med 1,2 8V-motoren.

## Tekniske data

### Benzinmotorer
|                                                | 0.9 8V Twinair            | 0.9 8V Twinair            | 1.2 8V                    | 1.2 8V                    | 1.4 8V              | 1.4 8V Natural Power1 | 1.4 16V             | 1.4 16V MultiAir    |
| Byggeår                                        | 1/2012−10/2013            | 11/2013−                  | 9/2005−11/2010            | 11/2010−                  | 9/2005−             | 10/2009−              | 3/2006−10/2009      | 1/2010−11/2013      |
| Motordata                                      |                           |                           |                           |                           |                     |                       |                     |                     |
| Motorkode                                      |                           |                           | 199A4000                  | 169A4000                  | 350A1000            | 350A1000              | 199A6000            | 955A6000            |
| Motortype                                      | R2-benzinmotor            | R2-benzinmotor            | R4-benzinmotor            | R4-benzinmotor            | R4-benzinmotor      | R4-benzinmotor        | R4-benzinmotor      | R4-benzinmotor      |
| Antal ventiler pr. cylinder                    | 4                         | 4                         | 2                         | 2                         | 2                   | 2                     | 4                   | 4                   |
| Ventilstyring                                  | DOHC, tandrem             | DOHC, tandrem             | OHC, tandrem              | OHC, tandrem              | OHC, tandrem        | OHC, tandrem          | DOHC, tandrem       | DOHC, tandrem       |
| Fødesystem                                     | Multipoint                | Multipoint                | Multipoint                | Multipoint                | Multipoint          | Multipoint            | Multipoint          | Multipoint          |
| Trykladning                                    | Turbolader, ladeluftkøler | Turbolader, ladeluftkøler | –                         | –                         | –                   | –                     | –                   | –                   |
| Køling                                         | Vandkøling                | Vandkøling                | Vandkøling                | Vandkøling                | Vandkøling          | Vandkøling            | Vandkøling          | Vandkøling          |
| Boring × slaglængde                            | 80,5 × 86,0 mm            | 80,5 × 86,0 mm            | 70,7 × 78,9 mm            | 70,7 × 78,9 mm            | 72,0 × 84,0 mm      | 72,0 × 84,0 mm        | 72,0 × 84,0 mm      | 72,0 × 84,0 mm      |
| Slagvolume                                     | 875 cm³                   | 875 cm³                   | 1242 cm³                  | 1242 cm³                  | 1368 cm³            | 1368 cm³              | 1368 cm³            | 1368 cm³            |
| Kompressionsforhold                            | 10,0:1                    | 10,0:1                    | 11,1:1                    | 11,1:1                    | 11,1:1              | 11,1:1                | 10,8:1              | 10,8:1              |
| Maks. effekt ved omdr./min.                    | 62 kW (84 hk) 5500        | 77 kW (105 hk) 5500       | 48 kW (65 hk) 5500        | 51 kW (69 hk) 5500        | 57 kW (78 hk)2 6000 | 51 kW (69 hk) 6000    | 70 kW (95 hk) 6000  | 77 kW (105 hk) 6500 |
| Maks. drejningsmoment ved omdr./min.           | 145 Nm 2000               | 145 Nm 2000               | 102 Nm 3000               | 102 Nm 3000               | 115 Nm 3250         | 104 Nm 3000           | 125 Nm 4500         | 130 Nm 4000         |
| Kraftoverførsel                                |                           |                           |                           |                           |                     |                       |                     |                     |
| Drivende hjul                                  | Forhjul                   | Forhjul                   | Forhjul                   | Forhjul                   | Forhjul             | Forhjul               | Forhjul             | Forhjul             |
| Gearkasse (standardudstyr)                     | 6-trins manuel            | 6-trins manuel            | 5-trins manuel            | 5-trins manuel            | 5-trins manuel      | 5-trins manuel        | 5-trins manuel      | 6-trins manuel      |
| Gearkasse (ekstraudstyr)                       | –                         | –                         | –                         | –                         | Automatiseret       | –                     | 6-trins manuel      | –                   |
| Præstationer                                   |                           |                           |                           |                           |                     |                       |                     |                     |
| Topfart                                        | 172 km/t                  | 182 km/t                  | 156 km/t                  | 156 km/t                  | 165 km/t            | 156 km/t              | 178 km/t            | 185 km/t            |
| Acceleration 0-100 km/t                        | 12,7 sek.                 | 11,2 sek.                 | 14,4 sek.                 | 14,4 sek.                 | 13,2 sek.           | 16,9 sek.             | 11,4 sek.           | 10,8 sek.           |
| Brændstofforbrug pr. 100 km ved blandet kørsel | 4,2 liter Blyfri 95       | 4,1 liter Blyfri 95       | 5,7 liter Blyfri 95       | 5,4 liter Blyfri 95       | 5,9 liter Blyfri 95 | 4,7 kg Naturgas       | 6,0 liter Blyfri 95 | 5,7 liter Blyfri 95 |
| CO2-udslip ved blandet kørsel                  | 98 g/km                   | 97 g/km                   | 126 g/km                  | 123 g/km                  | 132 g/km            | 115 g/km              | 142 g/km            | 133 g/km            |
|                                                | 1,4 16V T-JET             | 1,4 16V MultiAir Turbo    | 1,4 16V MultiAir Turbo    | 1,4 16V MultiAir Turbo    |                     |                       |                     |                     |
| Byggeår                                        | 6/2007−10/2009            | 1/2010−2/2013             | 6/2010−4/2013             | 8/2012−5/2014             |                     |                       |                     |                     |
| Motordata                                      |                           |                           |                           |                           |                     |                       |                     |                     |
| Motorkode                                      | 198A4000                  | 955A2000                  |                           |                           |                     |                       |                     |                     |
| Motortype                                      | R4-benzinmotor            | R4-benzinmotor            | R4-benzinmotor            | R4-benzinmotor            |                     |                       |                     |                     |
| Antal ventiler pr. cylinder                    | 4                         | 4                         | 4                         | 4                         |                     |                       |                     |                     |
| Ventilstyring                                  | DOHC, tandrem             | DOHC, tandrem             | DOHC, tandrem             | DOHC, tandrem             |                     |                       |                     |                     |
| Fødesystem                                     | Multipoint                | Multipoint                | Multipoint                | Multipoint                |                     |                       |                     |                     |
| Trykladning                                    | Turbolader, ladeluftkøler | Turbolader, ladeluftkøler | Turbolader, ladeluftkøler | Turbolader, ladeluftkøler |                     |                       |                     |                     |
| Køling                                         | Vandkøling                | Vandkøling                | Vandkøling                | Vandkøling                |                     |                       |                     |                     |
| Boring × slaglængde                            | 72,0 × 84,0 mm            | 72,0 × 84,0 mm            | 72,0 × 84,0 mm            | 72,0 × 84,0 mm            |                     |                       |                     |                     |
| Slagvolume                                     | 1368 cm³                  | 1368 cm³                  | 1368 cm³                  | 1368 cm³                  |                     |                       |                     |                     |
| Kompressionsforhold                            | 9,8:1                     | 9,8:1                     | 9,8:1                     | 10,8:1                    |                     |                       |                     |                     |
| Maks. effekt ved omdr./min.                    | 88 kW (120 hk) 5000       | 99 kW (135 hk) 5000       | 120 kW (163 hk) 5500      | 132 kW (180 hk) 5750      |                     |                       |                     |                     |
| Maks. drejningsmoment ved omdr./min.           | 206 Nm 1750               | 206 Nm 1750               | 250 Nm 2500               | 270 Nm 2500               |                     |                       |                     |                     |
| Kraftoverførsel                                |                           |                           |                           |                           |                     |                       |                     |                     |
| Drivende hjul                                  | Forhjul                   | Forhjul                   | Forhjul                   | Forhjul                   |                     |                       |                     |                     |
| Gearkasse                                      | 5-trins manuel            | 5-trins manuel            | 6-trins manuel            | 6-trins manuel            |                     |                       |                     |                     |
| Præstationer                                   |                           |                           |                           |                           |                     |                       |                     |                     |
| Topfart                                        | 195 km/t                  | 200 km/t                  | 213 km/t                  | 216 km/t                  |                     |                       |                     |                     |
| Acceleration 0-100 km/t                        | 8,9 sek.                  | 8,5 sek.                  | 7,9 sek.                  | 7,5 sek.                  |                     |                       |                     |                     |
| Brændstofforbrug pr. 100 km ved blandet kørsel | 6,6 liter Blyfri 95       | 5,6 liter Blyfri 95       | 6,1 liter Blyfri 95       | 6,1 liter Blyfri 95       |                     |                       |                     |                     |
| CO2-udslip ved blandet kørsel                  | 155 g/km                  | 129 g/km                  | 142 g/km                  | 142 g/km                  |                     |                       |                     |                     |

#### MultiAir
De fleste motorer er udstyret med den nyudviklede MultiAir-teknologi, som muliggør øget effekt og drejningsmoment i kombination med nedsat brændstofforbrug. Så f.eks. har 1,4 16V MultiAir-motoren i Punto Evo 12 procent højere effekt og næsten 15 procent mere drejningsmoment end den almindelige 1,4 16V. Indsugningsventilerne styres nu af et elektrohydraulisk styresystem, hvilket muliggør en uafhængig betjening af indsugningsventilerne. Derved er åbningstidspunktet og -antallet variabelt, hvilket øger motorens effekt.
Da MultiAir-teknologien derudover også styrer lufttilførslen til cylindrene, behøves det i konventionelle motorer til dette formål benyttede luftspjæld i indsugningstrakten ikke længere. Såkaldt luftspjældstab, som frem for alt opstår ved ikke helt åbnet luftspjæld ved lave og middelhøje omdrejningstal, skulle derved være komplet elimineret.

### Dieselmotorer
|                                                | 1.3 Multijet 16V          | 1.3 Multijet 16V          | 1.3 Multijet 16V          | 1.3 Multijet 16V          | 1.3 Multijet 16V          | 1.3 Multijet 16V          | 1.6 Multijet 16V          | 1.9 Multijet 8V           | 1.9 Multijet 8V           |
| Byggeår                                        | 9/2005−10/2009            | 9/2009−11/2011            | 11/2012−6/2015            | 9/2010−11/2012            | 9/2005−10/2009            | 10/2009−2/2013            | 9/2008−11/2011            | 3/2006−8/2008             | 9/2005−8/2008             |
| Motordata                                      |                           |                           |                           |                           |                           |                           |                           |                           |                           |
| Motorkode                                      | 199A2000                  | 199A9000                  | 199B4000                  |                           | 199A3000                  | 199B1000                  | 955A3000                  | 939A1000                  | 199A5000                  |
| Motortype                                      | R4-dieselmotor            | R4-dieselmotor            | R4-dieselmotor            | R4-dieselmotor            | R4-dieselmotor            | R4-dieselmotor            | R4-dieselmotor            | R4-dieselmotor            | R4-dieselmotor            |
| Antal ventiler pr. cylinder                    | 4                         | 4                         | 4                         | 4                         | 4                         | 4                         | 4                         | 2                         | 2                         |
| Ventilstyring                                  | DOHC, tandrem             | DOHC, tandrem             | DOHC, tandrem             | DOHC, tandrem             | DOHC, tandrem             | DOHC, tandrem             | DOHC, tandrem             | OHC, tandrem              | OHC, tandrem              |
| Fødesystem                                     | Commonrail                | Commonrail                | Commonrail                | Commonrail                | Commonrail                | Commonrail                | Commonrail                | Commonrail                | Commonrail                |
| Trykladning                                    | Turbolader, ladeluftkøler | Turbolader, ladeluftkøler | Turbolader, ladeluftkøler | Turbolader, ladeluftkøler | Turbolader, ladeluftkøler | Turbolader, ladeluftkøler | Turbolader, ladeluftkøler | Turbolader, ladeluftkøler | Turbolader, ladeluftkøler |
| Køling                                         | Vandkøling                | Vandkøling                | Vandkøling                | Vandkøling                | Vandkøling                | Vandkøling                | Vandkøling                | Vandkøling                | Vandkøling                |
| Boring × slaglængde                            | 69,6 × 82,0 mm            | 69,6 × 82,0 mm            | 69,6 × 82,0 mm            | 69,6 × 82,0 mm            | 69,6 × 82,0 mm            | 69,6 × 82,0 mm            | 79,5 × 80,5 mm            | 82,0 × 90,4 mm            | 82,0 × 90,4 mm            |
| Slagvolume                                     | 1248 cm³                  | 1248 cm³                  | 1248 cm³                  | 1248 cm³                  | 1248 cm³                  | 1248 cm³                  | 1598 cm³                  | 1910 cm³                  | 1910 cm³                  |
| Kompressionsforhold                            | 17,6:1                    | 16,8:1                    | 16,8:1                    | 16,8:1                    | 17,6:1                    | 16,8:1                    | 16,5:1                    | 18,0:1                    | 18,0:1                    |
| Maks. effekt ved omdr./min.                    | 55 kW (75 hk) 4000        | 55 kW (75 hk) 4000        | 62 kW (84 hk) 3500        | 63 kW (86 hk) 3500        | 66 kW (90 hk) 4000        | 70 kW (95 hk) 4000        | 88 kW (120 hk) 3750       | 88 kW (120 hk) 4000       | 96 kW (130 hk) 4000       |
| Maks. drejningsmoment ved omdr./min.           | 190 Nm 1750               | 190 Nm 1500               | 200 Nm 1500               | 200 Nm 1500               | 200 Nm 1750               | 200 Nm 1500               | 320 Nm 1750               | 280 Nm 2000               | 280 Nm 2000               |
| Kraftoverførsel                                |                           |                           |                           |                           |                           |                           |                           |                           |                           |
| Drivende hjul                                  | Forhjul                   | Forhjul                   | Forhjul                   | Forhjul                   | Forhjul                   | Forhjul                   | Forhjul                   | Forhjul                   | Forhjul                   |
| Gearkasse                                      | 5-trins manuel            | 5-trins manuel            | 5-trins manuel            | 5-trins manuel            | 6-trins manuel            | 5-trins manuel            | 6-trins manuel            | 6-trins manuel            | 6-trins manuel            |
| Præstationer                                   |                           |                           |                           |                           |                           |                           |                           |                           |                           |
| Topfart                                        | 165 km/t                  | 165 km/t                  | 172 km/t                  | 172 km/t                  | 175 km/t                  | 178 km/t                  | 190 km/t                  | 190 km/t                  | 200 km/t                  |
| Acceleration 0-100 km/t                        | 13,6 sek.                 | 13,6 sek.                 | 13,1 sek.                 | 13,1 sek.                 | 11,9 sek.                 | 11,7 sek.                 | 9,6 sek.                  | 10,0 sek.                 | 9,5 sek.                  |
| Brændstofforbrug pr. 100 km ved blandet kørsel | 4,5 liter Diesel          | 4,2 liter Diesel          | 3,5 liter Diesel          | 3,5 liter Diesel          | 4,6 liter Diesel          | 4,2 liter Diesel          | 4,4 liter Diesel          | 5,6 liter Diesel          | 5,8 liter Diesel          |
| CO2-udslip ved blandet kørsel                  | 123 g/km                  | 112 g/km                  | 90 g/km                   | 90 g/km                   | 122 g/km                  | 110 g/km                  | 114 g/km                  | 149 g/km                  | 154 g/km                  |